# 1885 au théâtre
| Années du théâtre : 1882 - 1883 - 1884 - 1885 - 1886 - 1887 - 1888    |
| Décennies du théâtre : 1850 - 1860 - 1870 - 1880 - 1890 - 1900 - 1910 |

## Pièces de théâtre représentées
- Henriette Maréchal, d'Edmond  et Jules de Goncourt, le 3 mars 1885 théâtre de l'Odéon
- Création de La Parisienne, dernière pièce d'Henry Becque.

## Naissances
- 24 novembre : Theodor Altermann, acteur et metteur en scène estonien († 1er avril 1915)
- 22 décembre : René Alexandre, acteur français († 19 août 1946)

## Décès
- 22 mars : Léon Beauvallet